# Bernhard-Harms-Medaille
Die Bernhard-Harms-Medaille ist ein vom Institut für Weltwirtschaft (IfW Kiel) gestifteter und vergebener Preis. Er wird seit 1980 in unregelmäßigen Abständen an Personen vergeben, die sich um das Institut und die Forschung in der Tradition des Institut-Gründers, Bernhard Harms, verdient gemacht haben.

## Preisträger
Die Bernhard-Harms-Medaille wurde an folgende Wissenschaftler und Persönlichkeiten der Wirtschaftspraxis vergeben.
| Jahr | Preisträger           | Institut/Affiliation                                                             |
| ---- | --------------------- | -------------------------------------------------------------------------------- |
| 2004 | Otmar Issing          | Europäische Zentralbank                                                          |
| 2004 | Helmut Hesse          | Landeszentralbank der Freien Hansestadt Bremen, Niedersachsen und Sachsen-Anhalt |
| 2000 | Reinhard Mohn         | Bertelsmann AG                                                                   |
| 2000 | Marcus Bierich        | Gesellschaft zur Förderung des Instituts für Weltwirtschaft                      |
| 1999 | Václav Klaus          | Abgeordnetenhaus des Parlaments der Tschechischen Republik                       |
| 1995 | Herbert Grubel        | Simon Fraser University                                                          |
| 1994 | Birgit Breuel         | Treuhandanstalt                                                                  |
| 1992 | Ingo Walter           | New York University                                                              |
| 1992 | Helmut Schlesinger    | Deutsche Bundesbank                                                              |
| 1991 | Juergen B. Donges     | Universität zu Köln                                                              |
| 1989 | Tyll Necker           | Bundesverband der Deutschen Industrie                                            |
| 1989 | Karl Schiller         | Jesteburg-Osterberg                                                              |
| 1988 | Rudolf Scheid         | Frankfurt am Main                                                                |
| 1986 | Gerhard Fels          | Institut der deutschen Wirtschaft                                                |
| 1986 | Hans D. Barbier       | Frankfurter Allgemeine Zeitung                                                   |
| 1984 | Karl Gustaf Ratjen    | Gesellschaft zur Förderung des Instituts für Weltwirtschaft, Metallgesellschaft  |
| 1984 | Wolfgang F. Stolper   | University of Michigan                                                           |
| 1983 | George Frank Ray      | University of Greenwich                                                          |
| 1983 | Tadeusz M. Rybczynski | Lazard                                                                           |
| 1981 | David Grove           | IBM, University of Washington                                                    |
| 1980 | Kurt Pentzlin         | Bahlsen                                                                          |
| 1980 | Otto Ernst Pfleiderer | Ruprecht-Karls-Universität Heidelberg, Landeszentralbank Baden-Württemberg       |